# Mont Royal
Pour les articles homonymes, voir Mont-Royal.
Le mont Royal est une colline qui domine la ville de Montréal, au Québec. Il s'agit de l'une des dix collines Montérégiennes situées dans le sud-ouest de la province.

## Toponymie
Cette colline, appelée mont Royal par Jacques Cartier en 1535-1536, donna, par déformation attestée quarante ans plus tard, son nom à la ville et à l'île sur laquelle elle était sise : Montréal. Il s'explique par la variante mont réal, dont l'adjectif réal est une forme archaïque de « royal » dans le français du XVIe siècle. Sous l'initiative du géologue Frank Dawson Adams, les collines de la plaine du Saint-Laurent entourant le mont Royal prirent le nom « montagnes royales ».
Aujourd'hui, le terme Montérégiennes désigne tout le groupe de collines marquant la plaine du Saint-Laurent.
Le toponyme Montérégie désigne également une région sise au sud-ouest de la province de Québec et marquée de la présence des Montérégiennes.

## Géographie

### Topographie

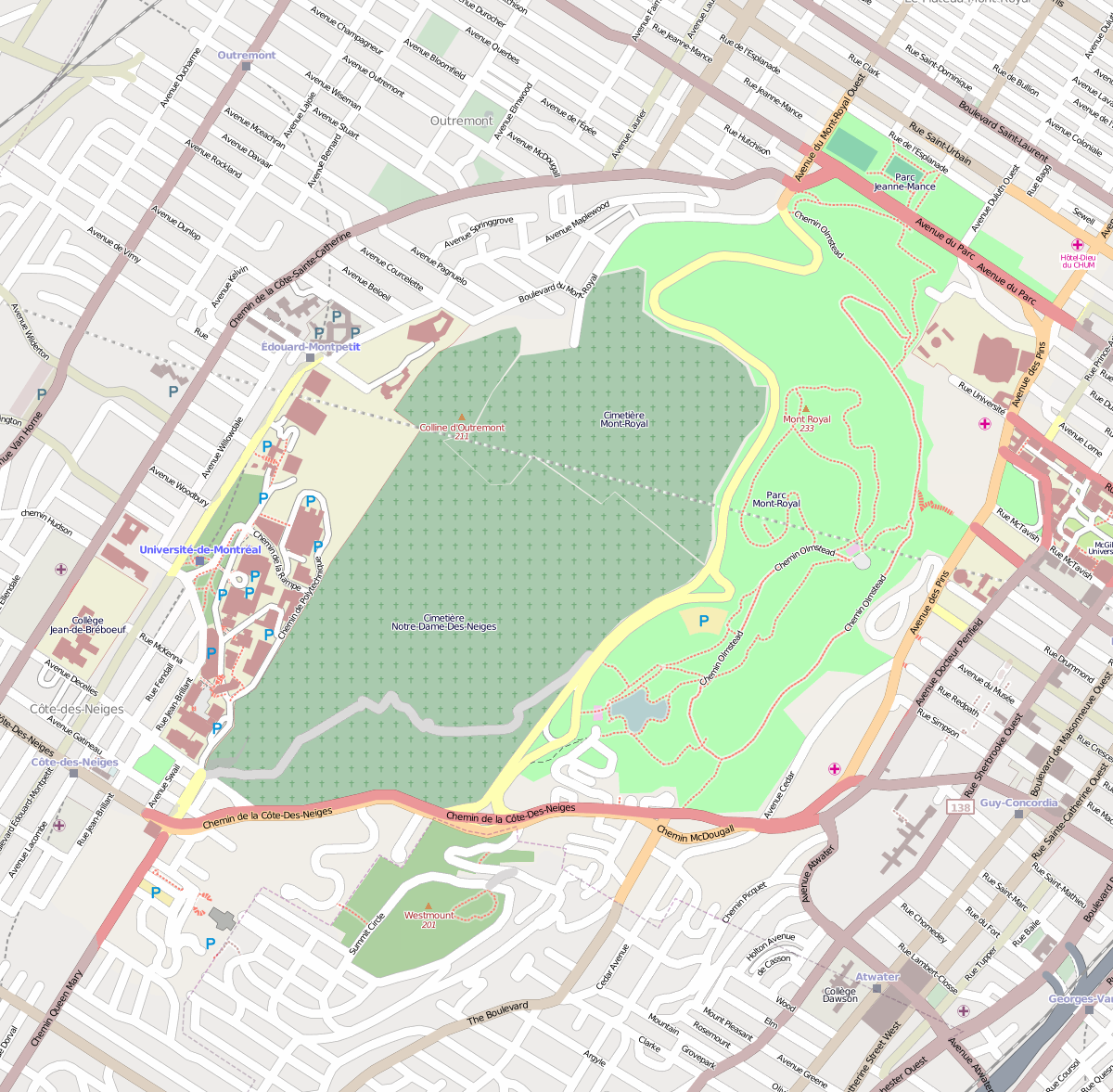
Carte du mont Royal.

La colline possède trois sommets ou collines : 
- la Grosse Montagne ou colline Mont-Royal (234 mètres) ;
- l'Outremont, aussi appelé mont Murray, jadis sous le régime français appelée Pain de Sucre (211 mètres) ;
- la Petite Montagne ou sommet Westmount (201 mètres)[3],[4].

Le mont Royal fait environ quatre kilomètres d'est en ouest et 2,5 kilomètres du nord au sud. La colline émerge des plaines qu'occupent la métropole et les régions avoisinantes.

### Réseau routier
Deux routes traversent le territoire :
- la voie Camillien-Houde (nommée chemin Remembrance sur une partie de son parcours) ;
- le chemin de la Côte-des-Neiges.

### Géologie
Le mont Royal est le résultat d'une intrusion souterraine de magma qui s'est formée il y a environ 125 millions d'années, au Crétacé inférieur. Ce magma, issu du manteau terrestre, n'a pas atteint la surface et a été figé à une profondeur d'environ 2 km, créant un pluton. La colline est apparue grâce à l'érosion, durant 125 millions d'années et surtout par les glaciers, des roches sédimentaires avoisinantes, plus fragiles que la roche métamorphique formée par le contact du magma et de la roche sédimentaire. Les roches du mont Royal, tout comme d'autres collines Montérégiennes, sont constituées de monzonite, de diorite et de gabbro, des roches plutoniques à cristallisation lente.

### Faune et flore
Le mont Royal abrite de nombreuses espèces animales, notamment l'écureuil gris et roux, le raton laveur, la grande chauve-souris brune, la chauve-souris nordique, le rat de Norvège, le renard roux, la souris sauteuse des bois, le lapin à queue blanche, le campagnol à dos roux, la marmotte commune, la mouffette et l'abeille,.
Du point de vue de la flore, la colline abrite un ensemble d'espaces naturels et semi-naturels riches en arbres, en arbustes et en plantes herbacées.

## Histoire
Lors de son deuxième voyage en 1535, après s'être arrêté le 7 septembre à Québec, Jacques Cartier remonte le Saint-Laurent jusqu'à Hochelaga, maintenant la ville de Montréal. Le 3 octobre 1535, il est accueilli à Hochelaga qu'il visite, puis il monte sur la colline située à proximité, qu'il nomme mont Royal en l'honneur du roi de France François Ier : « Et au parmy d'icelles champaignes, est scituée et assise ladicte ville de Hochelaga, près et joignant une montaigne… Nous nommasmes icelle montaigne le mont Royal. »

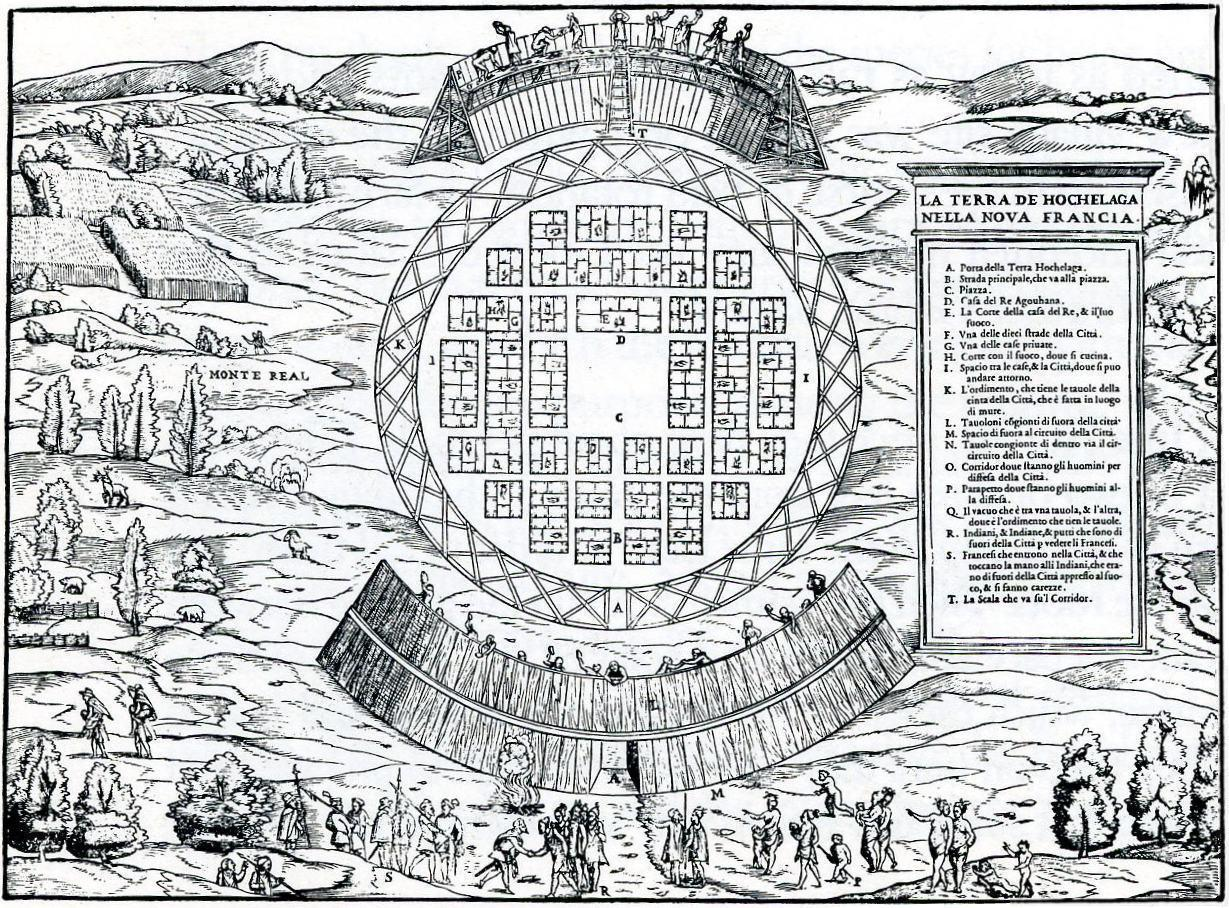
La Terra De Hochelaga Nella Nova Francia, plan en italien de Gastaldi avec à gauche, le Monte Real.

Vingt et un ans plus tard, en 1556, le livre du Vénitien Giovanni Battista Ramusio Delle Navigationi et Viaggi comprend, outre un récit du voyage de Cartier, une carte de Giacomo Gastaldi intitulée La Terra De Hochelaga Nella Nova Francia, où les trois sommets du mont Royal sont fidèlement reproduits. Cartier revient ensuite à Stadaconé le 2 octobre et y passe l'hiver. Lors de son troisième voyage, en 1541, Jacques Cartier, devenu subalterne de Roberval, fonde la colonie de Charlesbourg-Royal. L'année suivante, Roberval arrive à Charlesbourg-Royal qu'il renomme France-Roy. Tous deux, séparément, reviennent à la bourgade de Hochelaga, alors détruite. Ils essaient de passer outre aux saults qui avaient jusqu'alors bloqué l'avance dans l'intérieur des Indes occidentales.

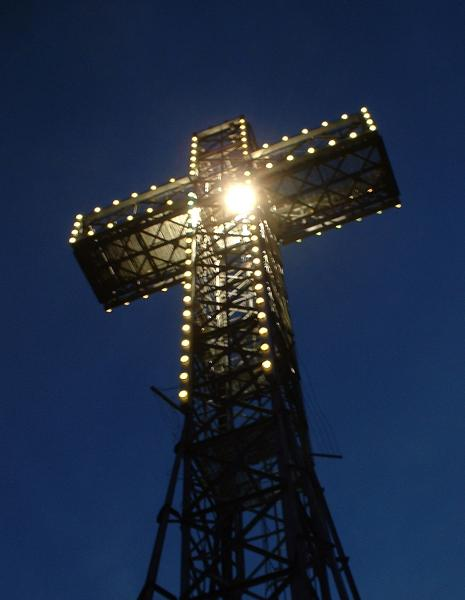
La croix du mont Royal.

Le premier façonnement de la « Montagne » fut en 1643 lors d'une inondation, De Maisonneuve, gouverneur de l'île de Montréal, planta une croix sur ses flancs pour remercier le Seigneur d'avoir épargné la ville. C'est à la société Saint-Jean-Baptiste que l'on doit la croix s'élevant aujourd'hui sur le mont Royal. En 1874, l'organisation émet le souhait d'aménager une croix sur la colline en souvenir de celle érigée par De Maisonneuve au XVIIe siècle. Ce n'est que plusieurs années plus tard, en 1924, que la croix du mont Royal devient ce qu'on connait actuellement, après le succès d'une grande collecte de fonds menée auprès du public québécois. La croix du mont Royal est une croix en métal haute de 31,4 m et qui couronne la colline. Depuis 1992 elle est éclairée à la fibre optique.
Dès 1667, les Sulpiciens, seigneurs de l'île de Montréal, divisent la colline en plusieurs parcelles et les octroient aux colons afin qu'ils en exploitent le potentiel agricole. Au milieu du XIXe siècle, grâce à la croissance démographique et économique de la ville, la bourgeoisie de Montréal remplace graduellement les agriculteurs et les fermiers qui gravirent la colline. Les propriétés foncières des familles bourgeoises enrichies par le commerce arrivent au sommet de la colline, et le versant sud-est de celle-ci, qui fait face à la ville et bénéfice du paysage plus valorisé et qui devient l'emplacement de leurs résidences, elles constituent un quartier caractérisé par la grande concentration de familles riches, en majorité anglophone. Les estimations montrent que, vers la fin du XIXe siècle, 70 % de la fortune du Canada se trouve concentrée sur le flanc sud du mont Royal.
Au milieu du XVIIIe siècle, l'antagonisme entre ville et colline commence à se faire sentir, la ville qui symbolisait la civilisation, située en bas, face à la colline qui symbolisait la nature, située en haut ; le mont Royal était alors conçu comme un milieu doté de caractères naturels particuliers qui affectaient d'une manière positive la santé physique et morale, et qui se définissaient en opposition à la ville. De nombreuses institutions ont été attirées par les charmes de la colline : l'Université McGill, les cimetières et l'Hôtel-Dieu, « le mont Royal devenait le lieu du savoir, du sacré et de la santé ».
Au milieu du XIXe siècle, la construction du parc du Mont-Royal s'inscrit dans un mouvement de réformisme social visant à donner aux plus démunis des conditions de vie urbaine saines et plaisantes, la ville commence à acquérir des terres détenues par la bourgeoisie montréalaise. En 1874, la Ville confiait à Frederick Olmsted, reconnu à l'époque comme le plus éminent architecte paysagiste du continent américain, l'aménagement du parc, « il devait y laisser le témoignage d'un idéal social et d'une vision particulaire du rôle de la nature dans la fabrique urbaine ». « Le mercredi 24 mai, jour de la fête de la Reine Victoria, le parc du Mont-Royal était inauguré ».
L'indépendance du Canada en 1867 mène à une réinterprétation du paysage du mont Royal par l'affirmation du nationalisme canadien, pour qui le mont Royal signifie la nature sauvage, lieu récréatif, et la réussite sociale et économique d'une élite, aussi bien que par l'affirmation du nationalisme canadien-français qui s'identifie avec le territoire par la mémoire de l'ascension inaugurale de Jacques Cartier, l'acte de foi de De Maisonneuve, et la croix de métal au point culminant de la colline, et qui s'approprie du même par différents aménagements : un nouveau quartier résidentiel sur le versant nord, deux grands bâtiments : l'Université de Montréal, et l'oratoire Saint-Joseph, et finalement par l'aménagement des routes d'accès, d'un parking, et un bâtiment d'accueil moderniste « la maison Smith » dans le parc du Mont-Royal, qui devient le lieu de ses festivités. Au milieu du XXe siècle, ce lieu est aussi l'emplacement des revendications politiques des Canadiens français. En 1975 la croix lumineuse du mont Royal est érigée rappelant le geste de De Maisonneuve et elle est tournée vers l'est marquant l'appropriation symbolique de la ville par les francophones.
En 2008, l'Office de consultation publique de Montréal organise une importante consultation sur l'avenir du mont Royal. Les thèmes abordés sont la protection des espaces verts, des espèces végétales et animales, la circulation automobile et le stationnement, le vélo hors piste, les nouvelles constructions et aménagements, les paysages, etc.

« Petite en altitude, la montagne est immense dans l’identité de la métropole avec son parc dessiné par Olmsted, ses belvédères qui nous font découvrir le fleuve oublié, ses cimetières reflétant la diversité montréalaise et ses grandes institutions qui la servent. »

— Dínu Bumbaru, directeur des politiques à Héritage Montréal (décembre 2013).

« Si proche et si loin cet inconnu!… Depuis 150 ans, les Montréalais défendent bec et ongles leur montagne. La volonté des citoyens et des associations communautaires de préserver des blessures le poumon de notre ville donne l'exacte mesure du pouvoir identitaire du mont Royal. Dominant la ville, la montagne semble rester fidèle à ce qu'on attend de sa présence : un point de repère, un haut lieu symbolique et patrimonial où se côtoient nature, culture, et histoire… »

— Sylvie Guilbault, directrice des Amis de la montagne, Société d'histoire Rosemont-Petite-Patrie (janvier 2013).
Le mont Royal détient la première position dans la classification des lieux les plus emblématiques de la ville de Montréal du journal Métro.

## Parc du Mont-Royal

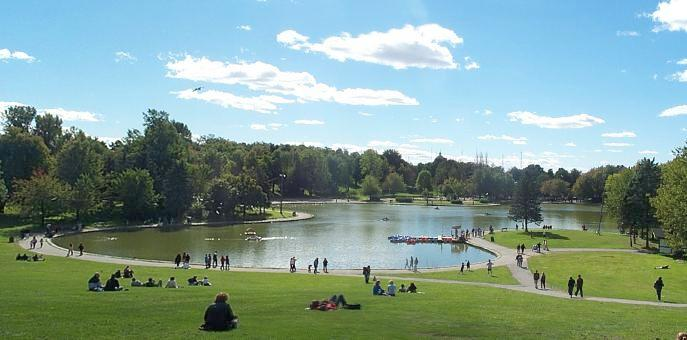
Le lac aux Castors, dans le parc du Mont-Royal.

Quelque 350 ans après la visite de l'explorateur Jacques Cartier sur le mont Royal, c'est-à-dire vers 1875, la ville de Montréal y crée un espace vert, le parc du Mont-Royal, inauguré le 24 mai 1876, jour de la fête de la reine Victoria. Le parc du Mont-Royal constitue l'un des espaces verts les plus importants de Montréal. Boisé en grande partie, ce parc fut aménagé en 1876 par Frederick Law Olmsted, paysagiste du Central Park à New York.

## Quartiers résidentiels et institutions
Hors du parc, la colline accueille sur ses pentes des institutions importantes telles les cimetières Notre-Dame-des-Neiges et Mont-Royal ; l'oratoire Saint-Joseph, la plus grande église du Canada ; l'Université McGill et l'Université de Montréal ; l'hôpital Royal Victoria ; et des districts résidentiels bien nantis tels Westmount et Outremont.

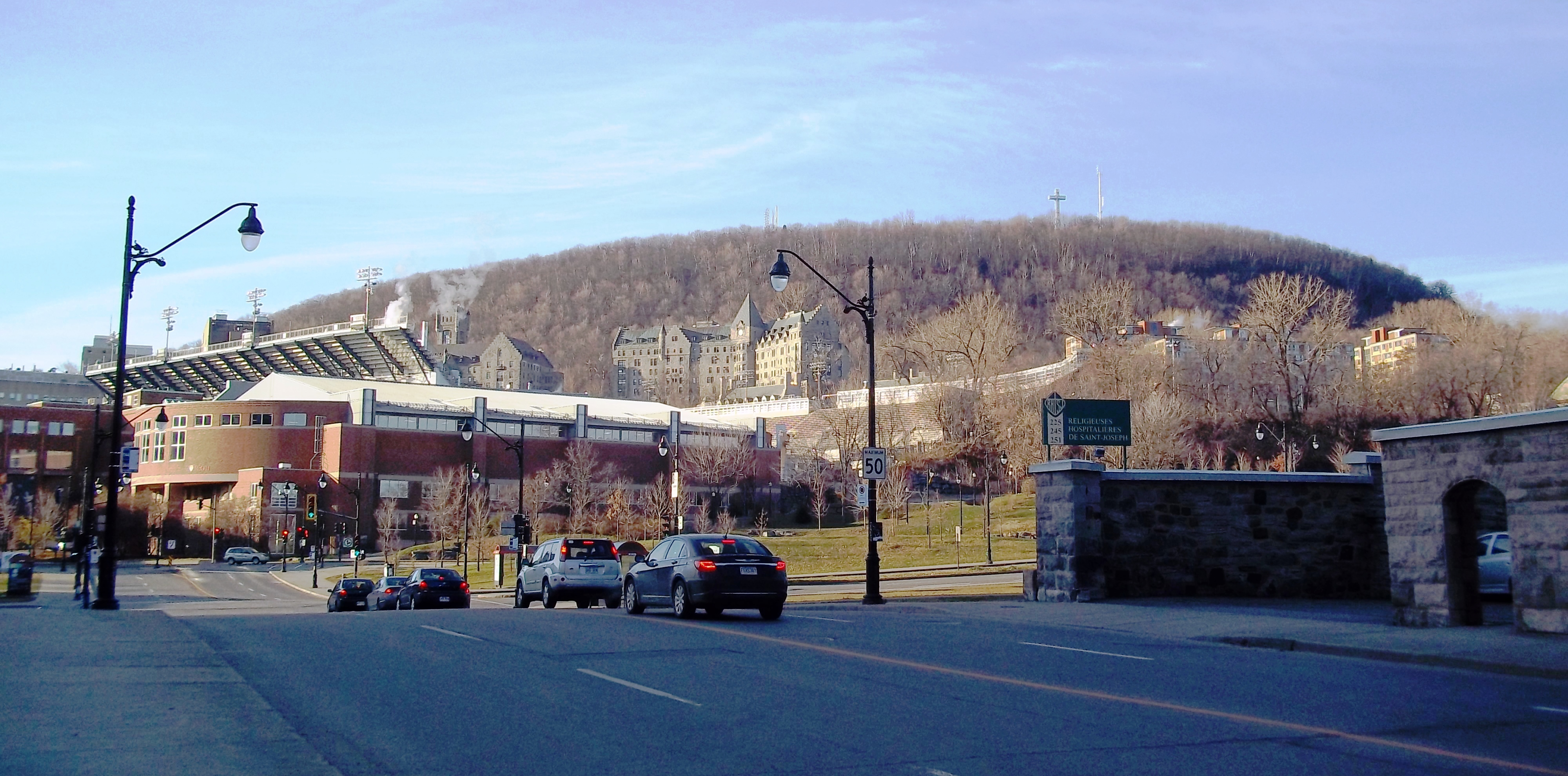
Versant est du mont Royal, avec le stade Percival-Molson de l'Université McGill au premier plan.
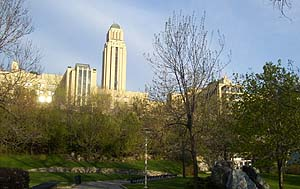
Université de Montréal.
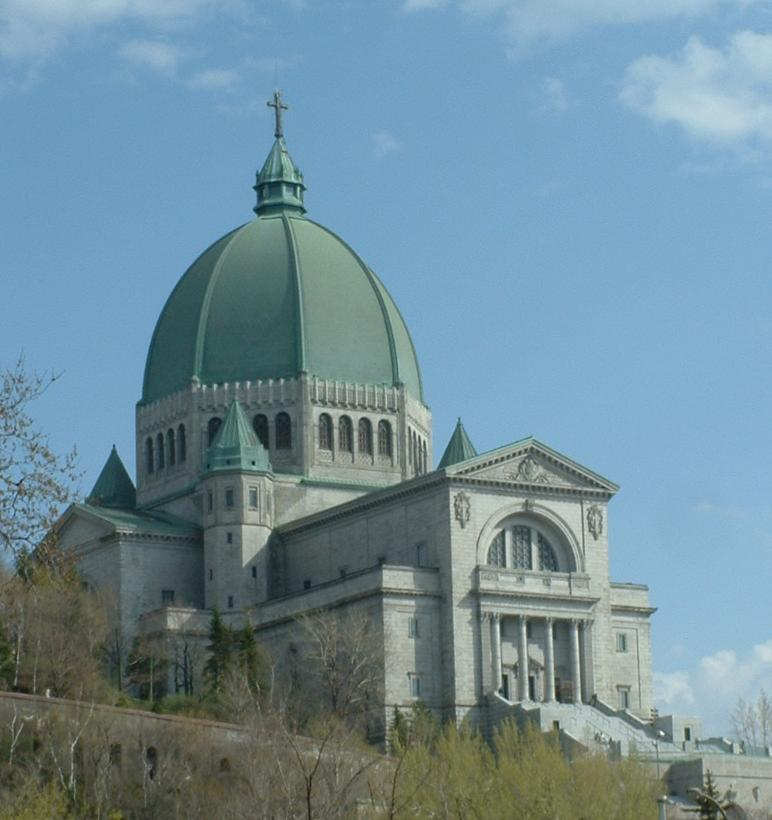
Oratoire Saint-Joseph.
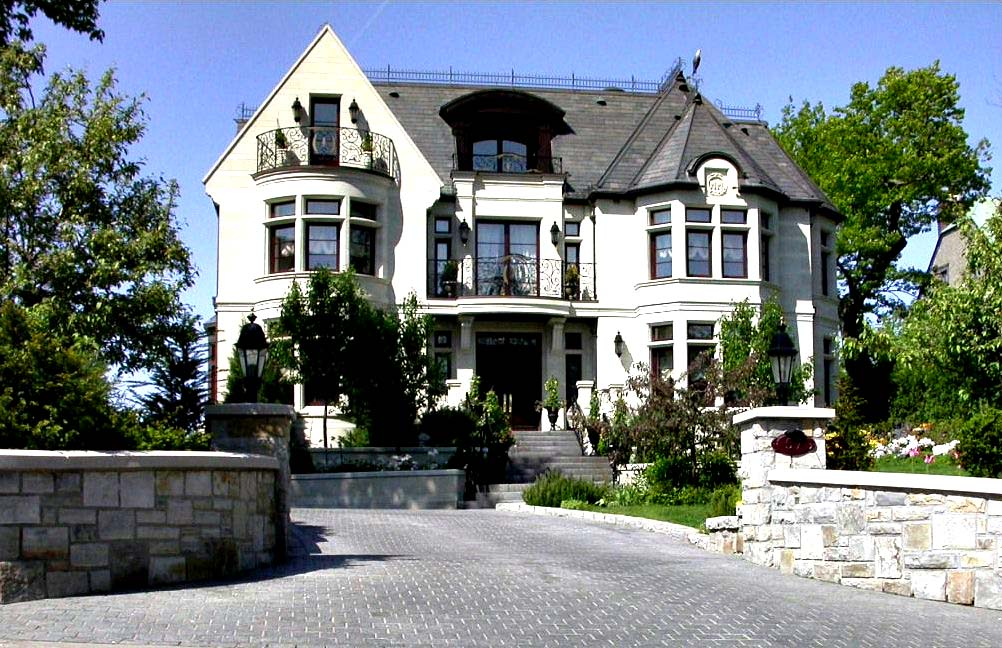
Maison sur le mont Royal.
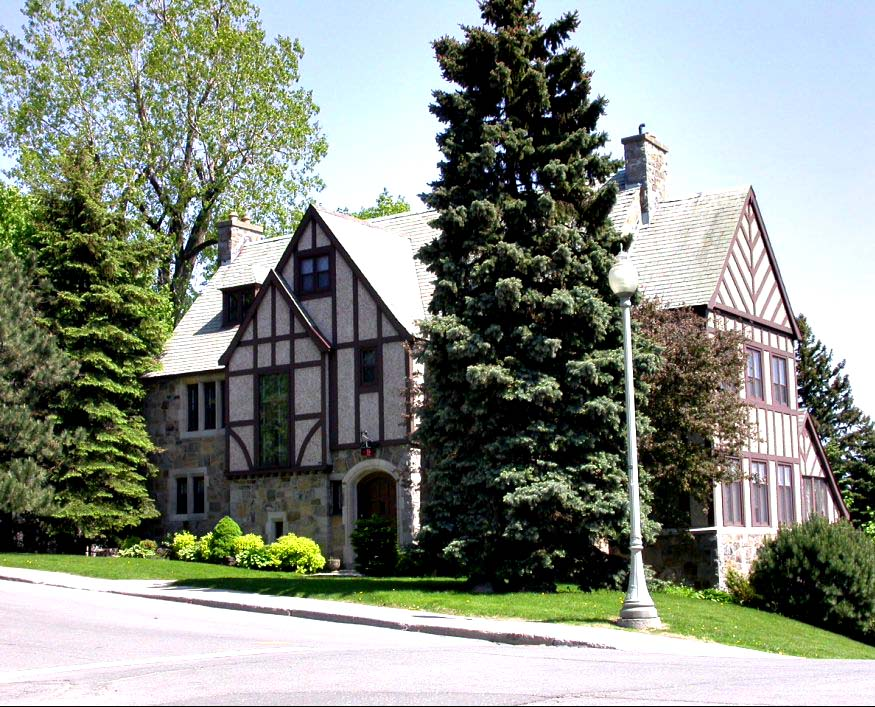
Maison sur le mont Royal.
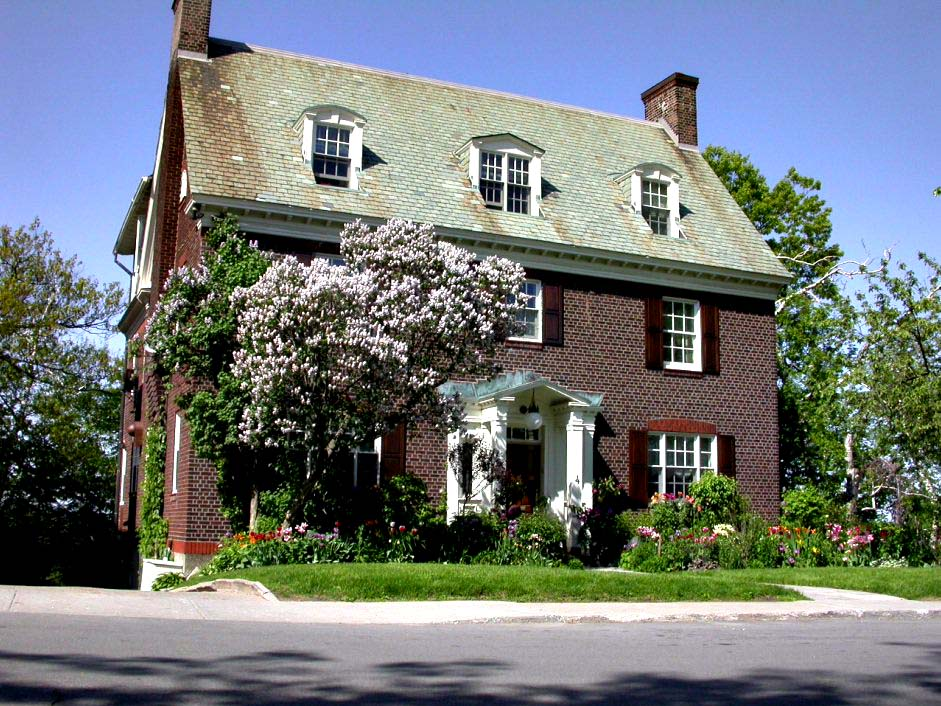
Maison sur le mont Royal.
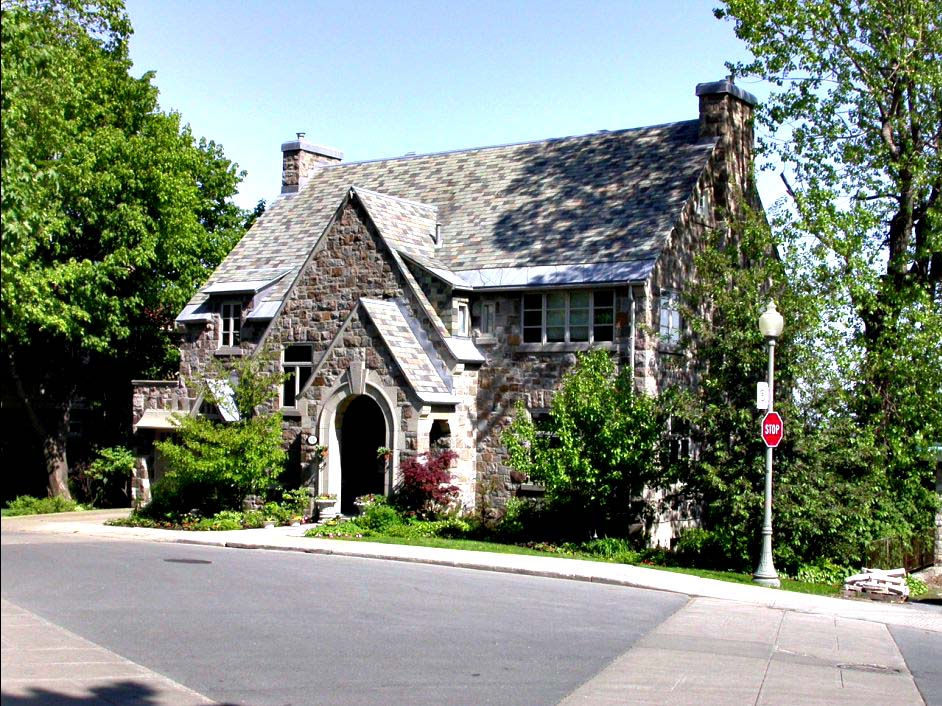
Maison sur le mont Royal.
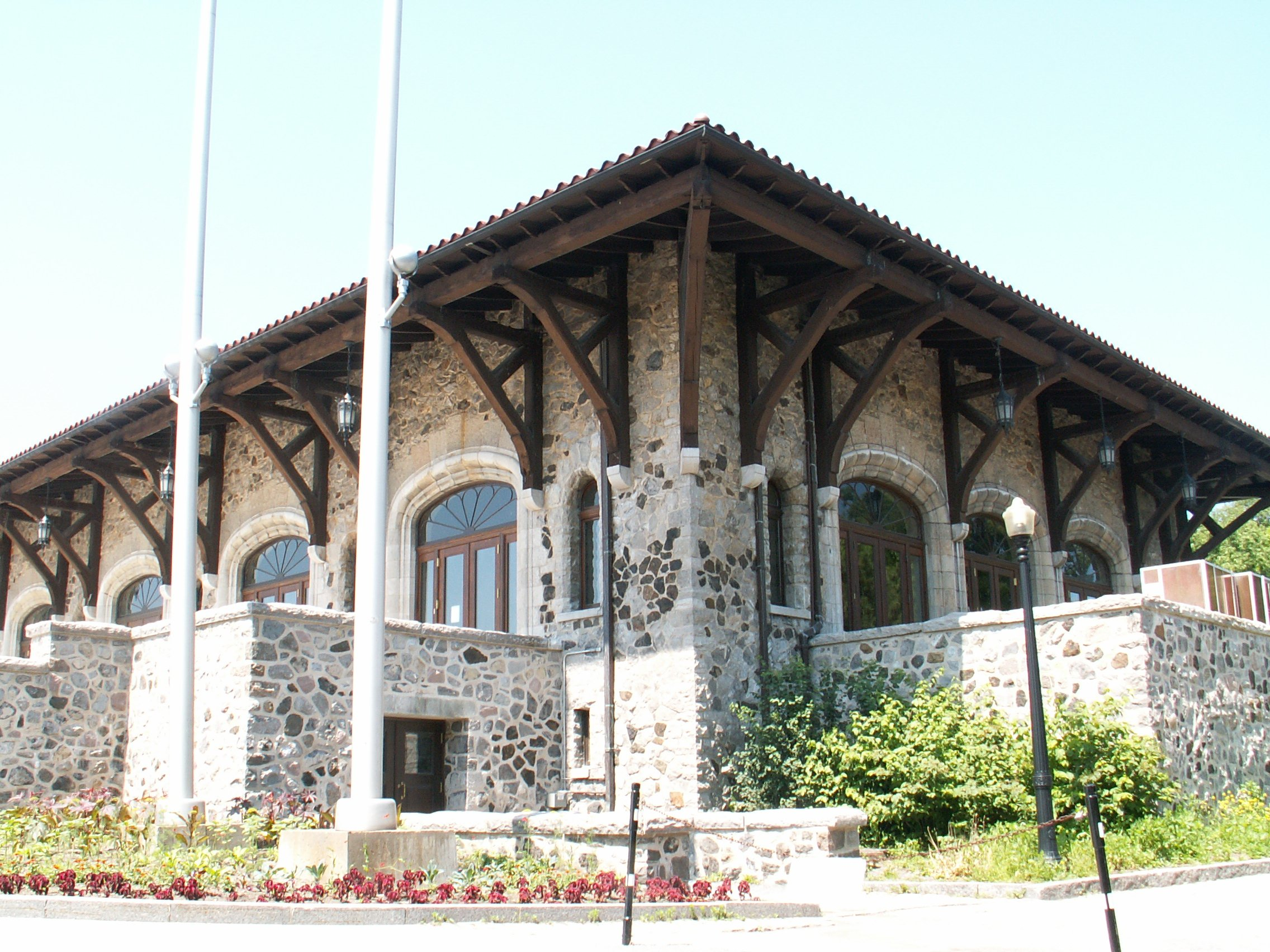
Chalet du mont Royal.

## Site patrimonial du Mont-Royal
Depuis le 9 mars 2005, le mont Royal est protégé par un décret du gouvernement du Québec.
« Ce décret permet de protéger un territoire urbain et naturel qui s'étend, dans sa partie la plus large, sur environ 4 km d'est en ouest et sur 2,2 km du nord au sud. »
Dans la municipalité de Montréal, aucun édifice ne peut dépasser la hauteur du mont Royal. Le mont Royal doit rester le plus haut point de la ville.

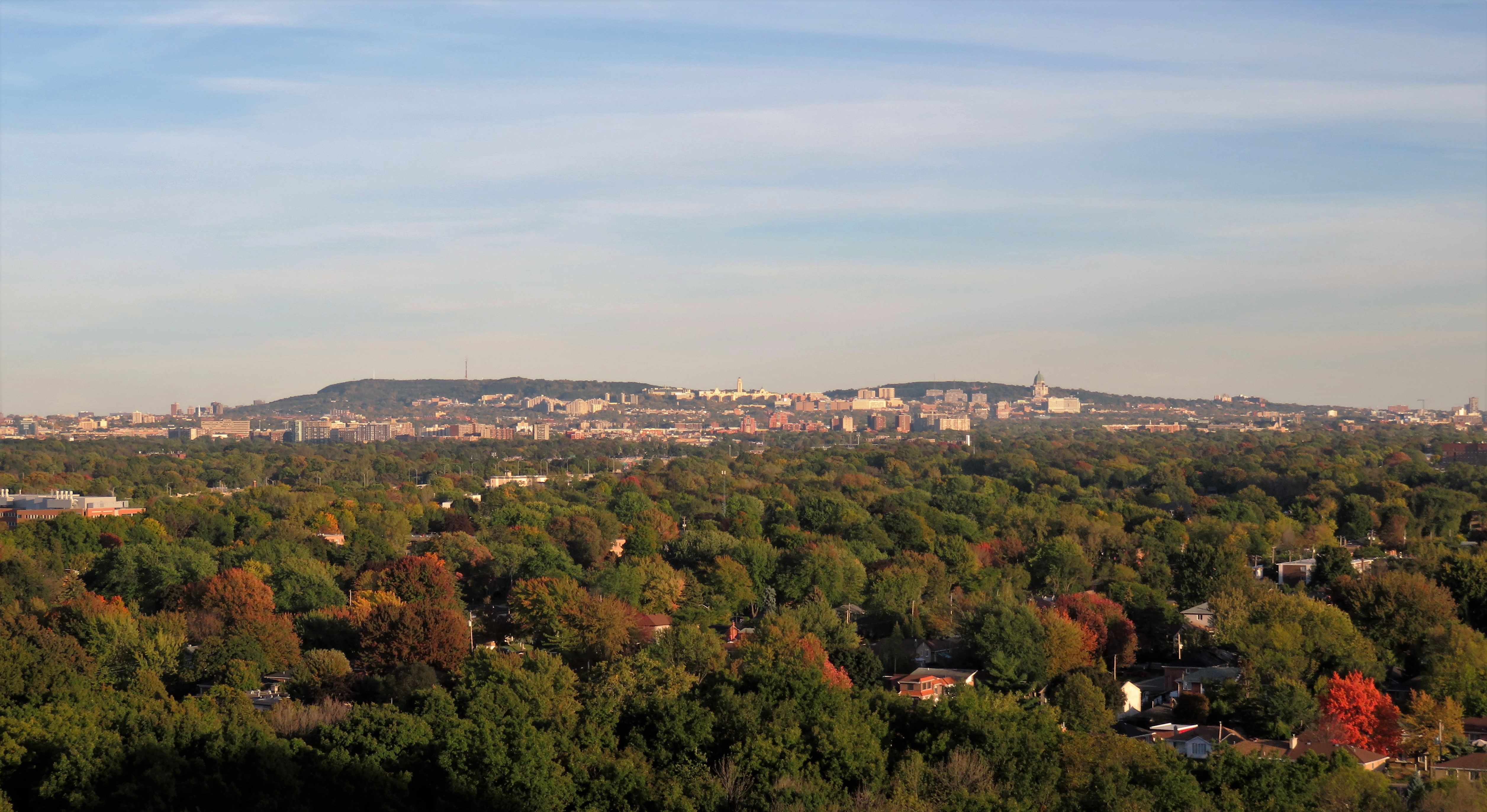
Flanc nord du mont Royal.
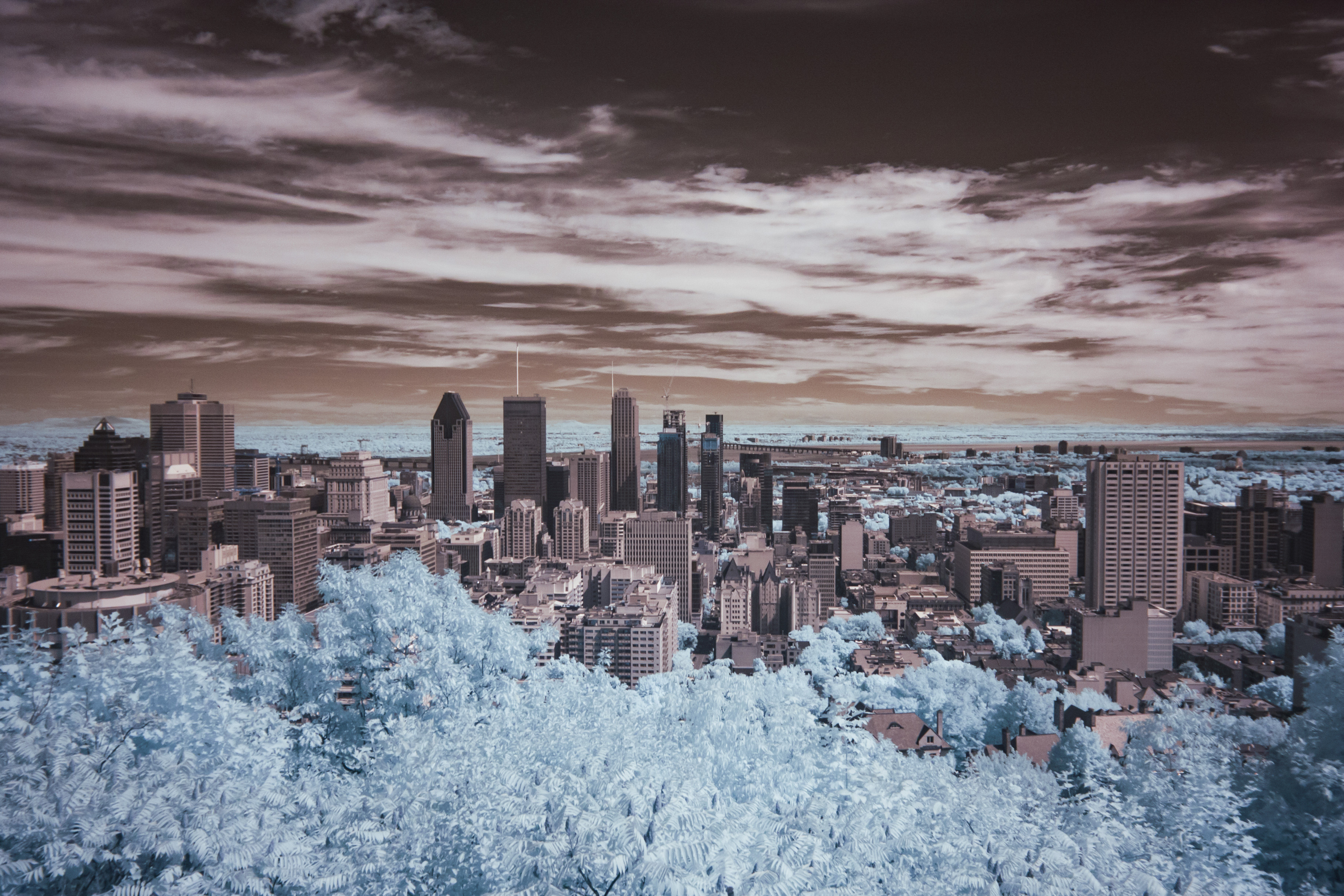
Une vue prise en infrarouge de Montréal depuis le mont Royal.
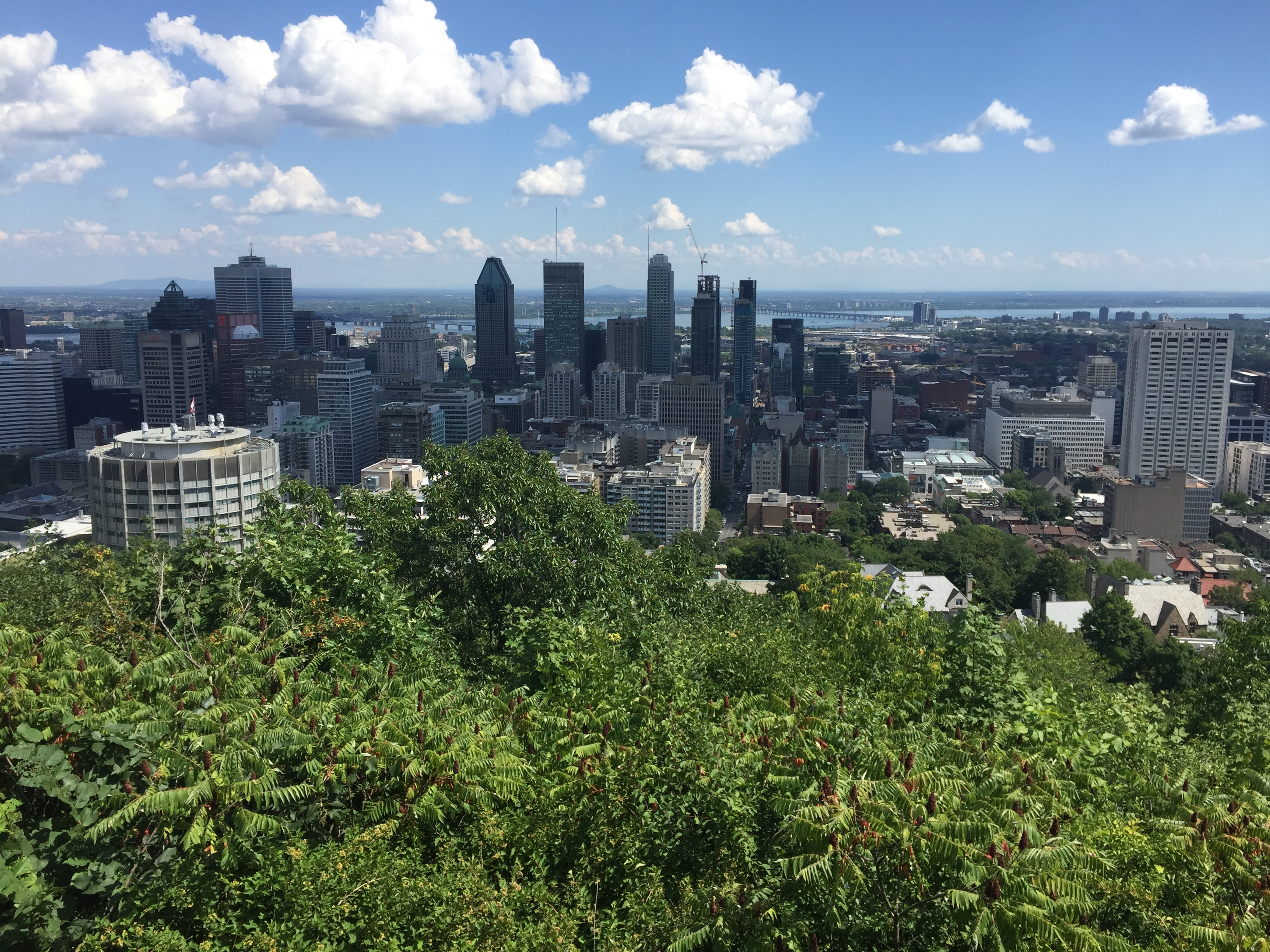
Vue du centre-ville de Montréal depuis le mont Royal.